# La Macaza
La Macaza es un municipio canadiense situado en la provincia de Quebec.

## Superficie
La Macaza tiene una superficie de 161,42 km².

## Demografía
En 2021, tenía 1094 habitantes, una densidad poblacional de 6,8 hab./km², y 997 viviendas.